# Parafia św. Anny w Dzierżyńsku
Parafia św. Anny w Dzierżyńsku (Kojdanowie) – rzymskokatolicka parafia znajdująca się w archidiecezji mińsko-mohylewskiej, w dekanacie stołpeckim, na Białorusi.

## Historia
Parafia została erygowana w 1439. Obecny kościół pochodzi z 1785. Parafia należała do diecezji mińskiej, do jej zniesiona przez cara w 1869. Następnie leżała w dekanacie nadniemeńskim diecezji wileńskiej. W 1883 liczyła ok. 12300 parafian i oprócz kościoła w Kojdanowie posiadała pięć kaplic w pobliskich miejscowościach.
Po rewolucji październikowej kościół został znacjonalizowany i przebudowany. Po jego zwrocie, odremontowany w latach 90. XX w. i w 1997 rekonsekrowany.